# Baharampur
Baharampur (o Bahrampur, Berhampore) è una suddivisione dell'India, classificata come municipality, di 160.168 abitanti, capoluogo del distretto di Murshidabad, nello stato federato del Bengala Occidentale. In base al numero di abitanti la città rientra nella classe I (da 100.000 persone in su).

## Geografia fisica
La città è situata a 24° 6' 0 N e 88° 15' 0 E e ha un'altitudine di 17 m s.l.m..

## Società

### Evoluzione demografica
Al censimento del 2001 la popolazione di Baharampur assommava a 160.168 persone, delle quali 81.795 maschi e 78.373 femmine. I bambini di età inferiore o uguale ai sei anni assommavano a 13.910, dei quali 7.085 maschi e 6.825 femmine. Infine, coloro che erano in grado di saper almeno leggere e scrivere erano 125.857, dei quali 67.303 maschi e 58.554 femmine.